# Malý Stožek
Malý Stožek (polsky Stożek Mały, 843 m n. m.) je nevýrazná, částečně zalesněná hora v západní části Slezských Beskyd. Leží 5,5 km severovýchodně od Jablunkova na česko-polské státní hranici. Česká část leží na území okresu Frýdek-Místek (Moravskoslezský kraj), polská v okrese Cieszyn (Slezské vojvodství). Hora se nachází v hlavním hřebeni pásma Čantoryje mezi Velkým Stožkem a Česlarem. Východním směrem z ní vybíhá boční rameno Kobyly. Na severní straně je pod vrcholem roztroušena polská osada Stożek Mały spadající administrativně pod Vislu. Na západních svazích hřebene spojujícího Malý Stožek a Česlar se pak nachází česká osada Malý Stožek spadající pod Nýdek.

## Přístup
Přes vrchol hory vede hřebenová cesta v úseku Velký Sošov - Velký Stožek, která je na české straně značena modře, na polské červeně. Od západu stoupá z údolí Hluchové od osady Kolibiska na vrchol hory zeleně značená turistická stezka. Z polské strany stoupá do hor z údolí Visly žlutá značka.